# Vương Nghị (chính khách)
Vương Nghị (tiếng Trung: 王毅; bính âm: Wáng Yì; sinh ngày 8 tháng 10 năm 1953) là chính trị gia, nhà ngoại giao hàng đầu người Trung Quốc. Ông là Ủy viên Bộ Chính trị Đảng Cộng sản Trung Quốc khóa XX, Ủy viên Trung ương Đảng khóa XIX, khóa XVIII, khóa XVII, hiện là Chủ nhiệm Văn phòng Ủy ban Công tác Ngoại sự Trung ương Đảng Cộng sản Trung Quốc kiêm Bộ trưởng Bộ Ngoại giao Trung Quốc.
Ông từng giữ chức Phó Bộ trưởng Bộ Ngoại giao; Đại sứ Trung Quốc tại Nhật Bản; và Chủ nhiệm Văn phòng các vấn đề Đài Loan thuộc Quốc vụ viện. Vương Nghị là chuyên gia đàm phán về vấn đề hạt nhân Triều Tiên.

## Thời niên thiếu
Vương Nghị sinh năm 1953 tại Bắc Kinh. Tháng 9 năm 1969, sau khi tốt nghiệp trung học, ông được cử đến Đông Bắc Trung Quốc, phục vụ Binh đoàn xây dựng và sản xuất Hắc Long Giang trong tám năm.
Tháng 12 năm 1977, Vương Nghị trở lại Bắc Kinh và cùng năm đó ghi danh vào khoa Ngôn ngữ châu Á và châu Phi của Học viện Ngoại ngữ số 2 Bắc Kinh (viết tắt theo tiếng Anh là BISU). Ông học chuyên ngành tiếng Nhật tại Học viện Ngoại ngữ số 2 Bắc Kinh, tốt nghiệp vào tháng 2 năm 1982 với bằng cử nhân. Vương Nghị nói lưu loát tiếng Anh và tiếng Nhật.

## Sự nghiệp

### Sự nghiệp ban đầu
Sau khi tốt nghiệp đại học, Vương Nghị được cử đến Vụ châu Á, Bộ Ngoại giao Trung Quốc, nơi ông bắt đầu sự nghiệp với tư cách là nhà ngoại giao. Tháng 9 năm 1989, ông được cử đến Đại sứ quán Trung Quốc tại Nhật Bản và phục vụ ở đó trong năm năm. Khi trở về Trung Quốc vào tháng 3 năm 1994, Vương Nghị được bổ nhiệm làm Phó Vụ trưởng Vụ châu Á, Bộ Ngoại giao và được thăng chức Vụ trưởng Vụ châu Á vào năm sau. Từ tháng 8 năm 1997 đến tháng 2 năm 1998, Vương Nghị là học giả thỉnh giảng tại Viện Quan hệ Đối ngoại của Đại học Georgetown ở Hoa Kỳ. Ngay sau khi trở về Trung Quốc, ông được bổ nhiệm giữ chức Trợ lý Bộ trưởng Bộ Ngoại giao kiêm giám đốc văn phòng nghiên cứu chính sách. Từ tháng 9 năm 1999, Vương Nghị học quan hệ quốc tế tại Học viện Ngoại giao Trung Quốc và lấy bằng tiến sĩ. Tháng 2 năm 2001, ông được bổ nhiệm làm Thứ trưởng Bộ Ngoại giao Trung Quốc, phụ trách các vấn đề châu Á. Ông là thứ trưởng trẻ nhất.
Tháng 9 năm 2004, Vương Nghị được bổ nhiệm làm Đại sứ Trung Quốc tại Nhật Bản và đảm nhiệm vai trò đại sứ tại Nhật Bản đến tháng 9 năm 2007. Tháng 6 năm 2008, ông được bổ nhiệm làm Chủ nhiệm Văn phòng các vấn đề Đài Loan của Quốc vụ viện, thay thế Trần Vân Lâm.

### Bộ trưởng Bộ Ngoại giao

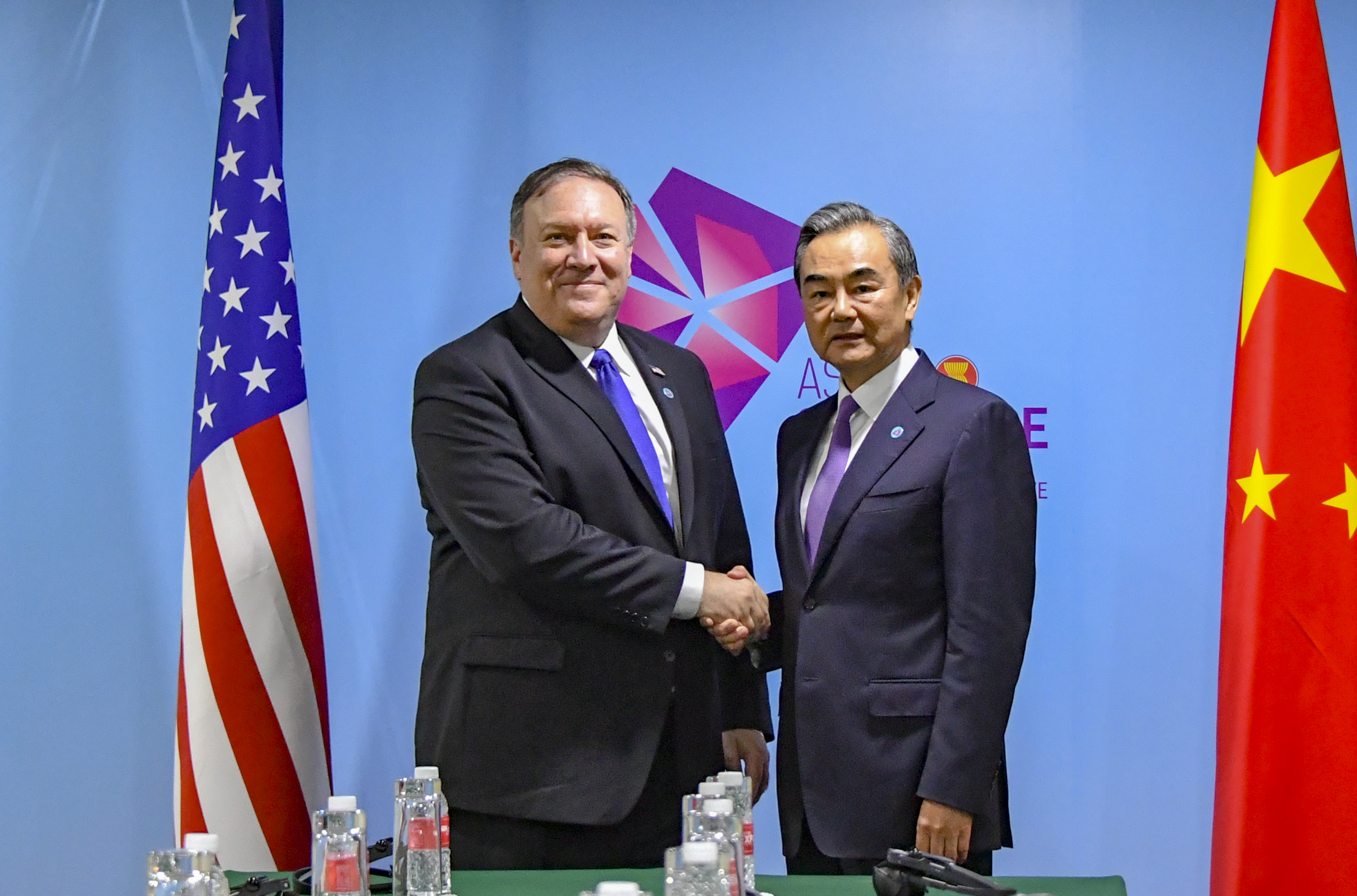
Vương Nghị với Ngoại trưởng Hoa Kỳ Mike Pompeo năm 2018.

Ngày 16 tháng 3 năm 2013, Vương Nghị được bổ nhiệm làm Bộ trưởng Bộ Ngoại giao sau khi được Quốc hội Trung Quốc phê chuẩn.
Tháng 3 năm 2018, ông được bầu kiêm nhiệm chức danh Ủy viên Quốc vụ.
Ông là Ủy viên Trung ương Đảng Đảng Cộng sản Trung Quốc các khóa 17 (2007–2012), 18 (2012–2017), 19 (2017–2022).

## Gia đình
Vợ của Vương Nghị là Tiền Vi, con gái của Tiền Gia Đông, người từng là thư ký của Thủ tướng Chu Ân Lai. Vương Nghị có một người con gái.

## Câu nói
- Khi đề cập vấn đề bồi đắp các bãi đá và rạn san hô của phi pháp ở Biển Đông: « Chúng tôi không giống như một số quốc gia khác đã xây dựng trái phép trong nhà của người khác. Và chúng tôi không chấp nhận những lời chỉ trích từ người khác khi mà chúng tôi chỉ xây dựng các cơ sở trên sân riêng của chúng tôi. » [7] Giáo sư Thayer, chuyên gia tại Học viện Quốc phòng Úc cho đây là một câu nói " vừa thô bạo vừa ngạo mạn". Cho đó "là nhằm mục đích cô lập Philippines và Việt Nam, và hù dọa các thành viên ASEAN khác để buộc họ phục tùng. Trung Quốc hy vọng là các thành viên « nhút nhát hay lo » của ASEAN sẽ khuyên nhủ là phải tự kiềm chế, và việc tham khảo sẽ tiếp tục bất tận."[7]
- Về vấn đề Biển Đông, theo Reuters ngày 27/6, Vương Nghị lại tuyên bố, nếu thay đổi lập trường yêu sách chủ quyền ở Biển Đông, Trung Quốc sẽ có tội với tổ tiên của mình, không ngăn chặn các cái ông Nghị gọi là "xâm phạm chủ quyền Trung Quốc" là có tội với con cháu. Hãng thông tấn của Anh bình luận, Trung Quốc đã ngày càng trở nên hung hăng ở Biển Đông. Báo Giáo dục Việt Nam, cho là những tuyên bố vừa rồi của Ngoại trưởng Vương Nghị đã "sổ toẹt vào những giá trị Khổng Tử" dạy: "Nhận cái của người khác làm của mình là bất nhân, chiếm đoạt lãnh thổ hợp pháp của láng giềng "đồng chí, anh em" là bất nghĩa, mang giàn khoan kéo theo tàu chiến cắm sang lãnh thổ láng giềng là vô lễ, miệng nói trỗi dậy hòa bình nhưng hành động luôn trong thế chiến tranh xâm lược là bất tín, lừa lọc xảo trá ngoa ngôn ngụy biện cho tham vọng bành trướng lãnh thổ là bất trí." [8]
- Ngày 1/6/2016, tại buổi họp báo chung giữa hai Bộ trưởng Ngoại giao Canada và Trung Quốc, Stéphane Dion và Vương Nghị, nữ phóng viên Canada, Amanda Connolly của tờ iPolitics đặt câu hỏi cho Ngoại trưởng Canada: "Có quá nhiều nỗi lo lắng về thành tích nhân quyền của Trung Quốc. Thí dụ, việc giam giữ bất hợp pháp những người bán sách tại Hong Kong. Vợ chồng Garratts người Canada bị buộc tội làm gián điệp mà không có bằng chứng. Chưa kể đến tham vọng lãnh thổ ở Biển Đông, quân sự hoá vùng biển này. Đó là những quan ngại lớn. Tại sao Canada lại theo đuổi chính sách thân thiện với Trung Quốc? Với vai trò là Ngoại trưởng Canada, ông định làm gì để cải thiện tình trạng nhân quyền và an ninh trong vùng Đông Nam Á? Ông có đặc biệt đưa trường hợp giam giữ Garratts ra bàn thảo với Ngoại trưởng Trung Quốc hôm nay không?"

Vương Nghị đã lấn sân trả lời: "Tôi nói thẳng rằng, câu hỏi của bà là kỳ thị chống lại Trung Quốc với thái độ kiêu ngạo mà tôi cũng không biết nó đến từ đâu. Câu hỏi này không thể chấp nhận. Bà có hiểu tý gì về Trung Quốc khổng? Bà đã tới Trung Quốc chưa? Bà có biết rằng Trung Quốc từ một quốc gia lạc hậu nhưng đã đưa 600 triệu người thoát cảnh đói nghèo. Bà có biết rằng giờ đây Trung Quốc là cường quốc kinh thế thứ hai thế giới với thu nhập bình quân 8000 Mỹ kim đầu người / năm. Nếu chúng tôi không bảo vệ nhân quyền, liệu Trung Quốc có thể đạt được thành tựu vĩ đại này không? Bà có biết rằng Trung Quốc viết rõ quyền con người vào trong Hiến pháp không? Tôi nói cho bà biết. Chỉ có người Trung Quốc, chính người Trung Quốc mới hiểu rõ thành tích nhân quyền của họ. Không phải bà. Bà không có quyền để nói về vấn đề này. Bởi vậy, làm ơn đừng nêu ra những câu hỏi vô trách nhiệm nữa. Trung Quốc nghe những ý kiến xây dựng, nhưng chúng tôi phủ nhận tất cả những cáo buộc không có cơ sở." ,,